# Медведев, Сергей Кириллович
Сергей Кириллович Медведев — советский хозяйственный, государственный и политический деятель.

## Биография
Родился в 1903 году. Член КПСС с 1930 года.
С 1929 года — на хозяйственной, общественной и политической работе. В 1929—1954 гг. — инженер-металлург, заместитель директора, директор завода № 173 (ныне — завод имени Дегтярева в Коврове), директор оборонных заводов в Туле, директор Ижстали, начальник Главного управления Министерства вооружения СССР, директор ЦНИИточмаш.
Избирался депутатом Верховного Совета РСФСР 1-го созыва. Делегат XVIII съезда ВКП(б).
Умер в Москве после 1960 года.